# Pauline Schmidtová
Pauline Wilhelmine Rasmussen Schmidtová (nepřechýleně Pauline Schmidt; 	5. září 1865 – 14. června 1944) byla profesionální dánská kouzelnice a fotografka. Byla jednou z mála kouzelnic ve Skandinávii v 19. století.

## Životopis
Schmidtová předváděla kouzelnická představení ve Švédsku a Finsku během 80. let 19. století. V roce 1888 se provdala za finského fotografa Nielse Rasmussena a stala se jeho kolegyní ve finském Tampere. Schmidtová otevřela své vlastní studio v roce 1914.
Pauline Schmidtová je ztvárněna v románu Pauline Wilhelmine – trollkonstnärinna (Pauline Wilhelmine – kouzelnice) od Elisabeth Sandelinové (2013).